# Rüştü Reçber
Rüştü Reçber (* 10. Mai 1973 in Korkuteli, Antalya) ist ein ehemaliger türkischer Fußballtorwart.

## Karriere

### Vereinskarriere
Rüştü begann seine Karriere bei Antalyaspor. Im Jahr 1994 wechselte er zum türkischen Traditionsklub Fenerbahçe Istanbul. Nach neun erfolgreichen Jahren ging er nach Spanien zum FC Barcelona, wo ihn Trainer Frank Rijkaard allerdings nur selten bzw. kaum einsetzte. Im Sommer 2004 kehrte er auf Leihbasis zu Fenerbahçe zurück.
In der Saison 2005/06 verlor Rüştü auch aufgrund einer Verletzung seinen Stammplatz bei Fenerbahçe Istanbul und in der türkischen Nationalmannschaft an Volkan Demirel.
Zur Saison 2007/08 wechselte er (zusammen mit seinem Teamkollegen Mehmet Yozgatlı) von Fenerbahçe Istanbul zum Ligakonkurrenten Beşiktaş Istanbul und erhielt dort einen Dreijahresvertrag. Obwohl als erfahrener Stammtorhüter gedacht, musste er, besonders verletzungsbedingt, seinen Platz zwischen den Pfosten dem jüngeren Ersatztorwart Hakan Arıkan überlassen.

### Nationalmannschaft
Rüştü war ab 1995 Stammtorhüter in der Nationalmannschaft und hat 120 Länderspiele bestritten. Damit ist er Rekordnationalspieler der Türkei. 1996 nahm die Türkei erstmals an einer Fußball-Europameisterschaft teil – Rüştü stand in allen drei Spielen des Teams im Tor, das aber schon nach der Vorrunde die Heimreise antreten musste. Bei der Fußball-Weltmeisterschaft 2002 – erste WM-Teilnahme der Türken seit 1954 und zweite überhaupt – erreichte er mit der türkischen Nationalmannschaft den dritten Platz, wurde zum zweitbesten Torhüter des Turniers gewählt und ins All-Star-Team der WM berufen. Außerdem kam er auf den dritten Platz bei der Wahl zum IFFHS-Welttorhüter des Jahres 2002. Bis 2008 gelang es der Türkei nicht mehr, sich für ein großes Turnier zu qualifizieren. Bei der Europameisterschaft 2008 gehörte Rüştü jedoch noch einmal zum Kader der Mannschaft, kam aber in der Vorrunde nicht zum Einsatz. Erst im Viertelfinale gegen Kroatien stand Rüştü in der Startaufstellung, bedingt durch die Rot-Sperre seines Torwartkollegen Volkan. Nachdem die Kroaten in der 119. Minute in Führung gegangen waren, schlug er bei einem Freistoß aus der eigenen Hälfte den Ball in der 122. Minute bis in den gegnerischen Strafraum und bereitete so den Ausgleich der Türkei vor. Zudem hielt er den entscheidenden Elfmeter von Mladen Petrić und sorgte somit für den Halbfinaleinzug der Türkei. Im Halbfinale schied die türkische Elf mit 2:3 gegen Deutschland aus, Rüştü war durch begangene Fehler maßgeblich hieran beteiligt. Rüştü, der wegen einer Verletzung von Nihat noch ein letztes Mal die Kapitänsbinde der türkischen Mannschaft tragen durfte, gab seinen Rücktritt aus dem Nationalteam bekannt. Trotz dieses Rücktritts wurde er für das WM-Qualifikationsspiel gegen Spanien wieder nominiert, bei welchem er auf der Ersatzbank saß. Daraufhin entschied er sich doch weiterzumachen. Als Fatih Terim nach der gescheiterten Qualifikation zur WM 2010 bekannt gab, als Trainer der Nationalmannschaft zurückzutreten, gab auch Rüştü seinen Rücktritt aus der Nationalmannschaft bekannt.
Seinen Abschied aus der Nationalmannschaft feierte der Torhüter am 27. Mai 2012 im Freundschaftsspiel gegen Finnland. Damit absolvierte Rüştü seinen 120. Länderspieleinsatz.

### Sonstiges
Rüştü Reçber war von August 2013 bis Februar 2014 Teammanager der türkischen Fußballnationalmannschaft. Nach seiner Kündigung wurde er Experte beim Pay-TV-Sender Lig TV. Im März 2020 wurde Rüştü Reçber positiv auf das Coronavirus SARS-CoV-2 getestet und begab sich in Quarantäne.

## Privatleben
Rüştü Reçber ist verheiratet und hat einen Sohn und eine Tochter.

## Erfolge

### Nationalmannschaft
- Dritter mit der Türkei bei der WM 2002
- Dritter mit der Türkei beim Confed-Cup 2003
- Halbfinalist mit der Türkei bei der EM 2008

### Verein
- Türkischer Meister 1996, 2001, 2005, 2007, 2009
- Atatürk-Pokal 1998
- TSYD Kupası 1996, 1997
- Premierminister-Pokal 1998
- Türkischer Fußballpokal 2009

### Auszeichnungen
- Dritter bei der Wahl zum IFFHS-Welttorhüter des Jahres: 2002
- FIFA 100
- Berufung ins All-Star-Team bei der WM 2002
- UEFA Team of the Year: 2002
- Rekordnationalspieler der Türkischen Fußballnationalmannschaft